# 费奥多罗夫教堂
57°36′35″N 39°51′56″E / 57.60967°N 39.865608°E

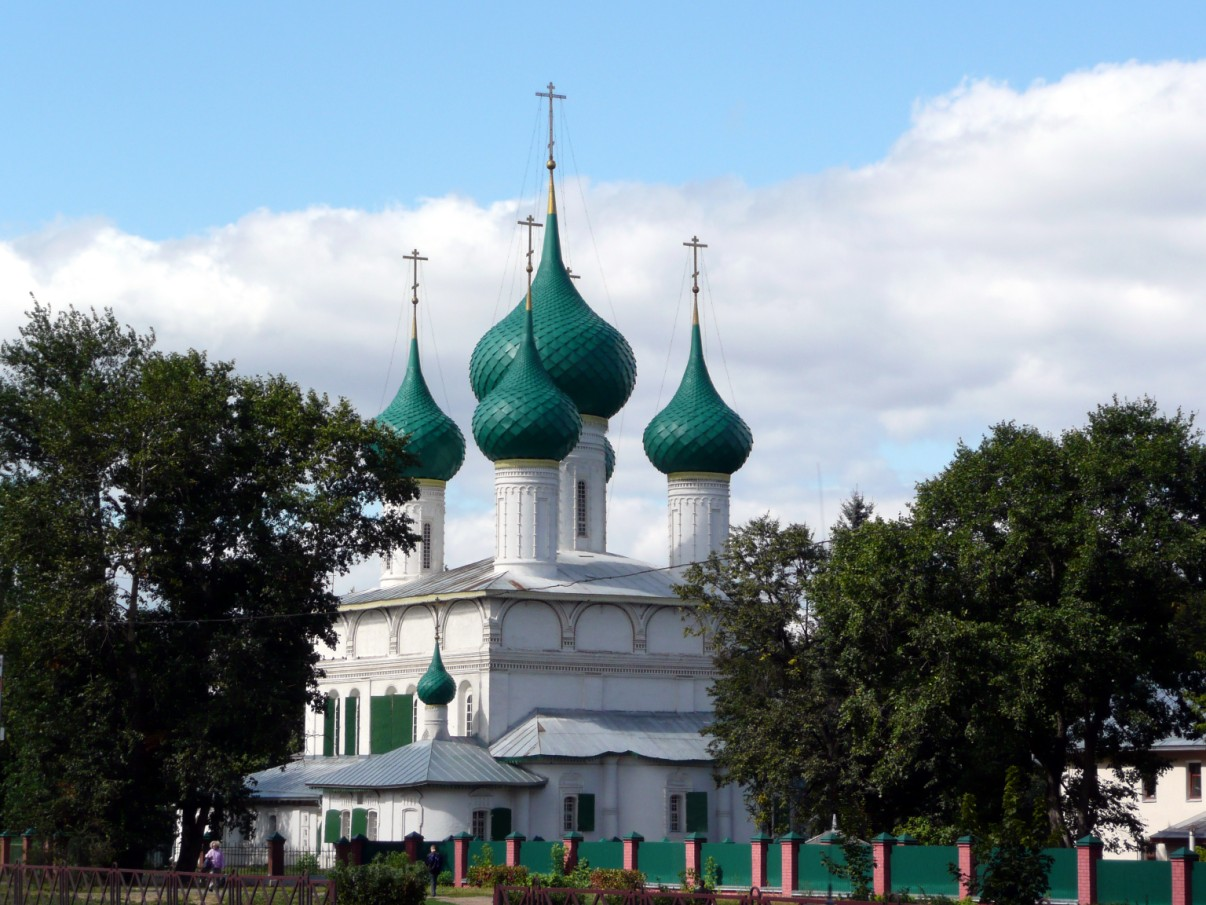

费奥多罗夫教堂（Фёдоровская церковь，Fyodorovskaya Church）是一个俄罗斯正教会教堂，由普通教友兴建于 1682-1687年，位于雅罗斯拉夫尔的科托罗斯尔河右岸。该堂供奉神奇的费奥多罗夫圣母像（来自附近的科斯特罗马）。
该建筑是该地区由苏联归还俄罗斯正教会的第一座教堂（1987年）。它曾作为古老的雅罗斯拉夫尔 - 罗斯托夫教区的主教座堂，直到修复的安息主教座堂于2010年祝圣。在这期间，狄奧多若和其他圣人的圣髑都保存于此。

## 历史

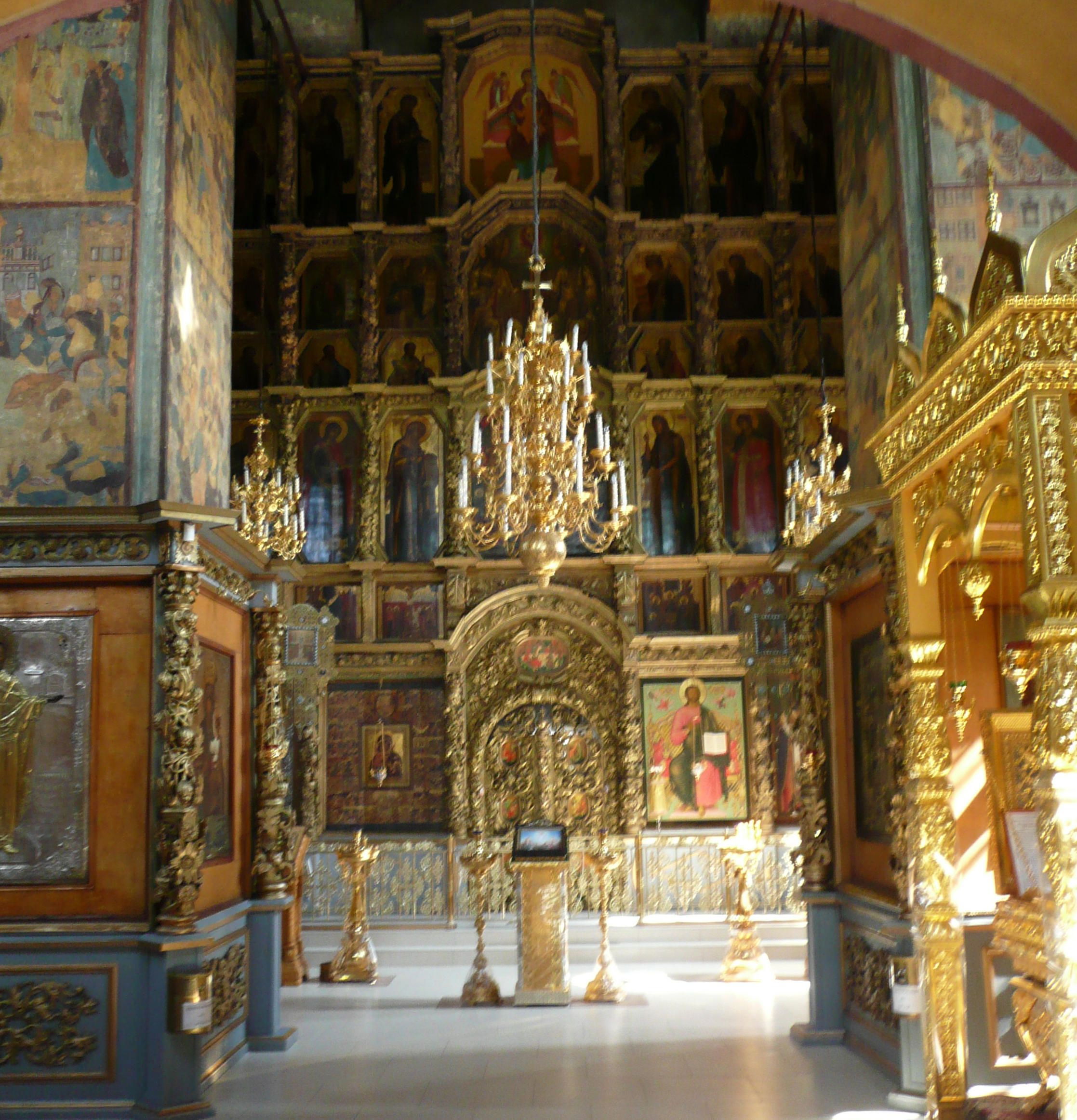
内部

根据18世纪的堂区纪事记载，表明是圣母向一个瘫痪的教友伊万显现，吩咐修建一座以她的名字命名的教堂。伊万遵照吩咐沿伏尔加河向下游航行到科斯特罗马，请著名的圣像画家Guriy Nikitin临摹了圣母像。这幅圣像治愈了伊万和其他许多人。

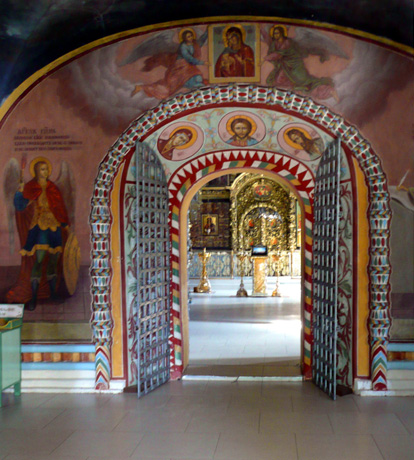
大门
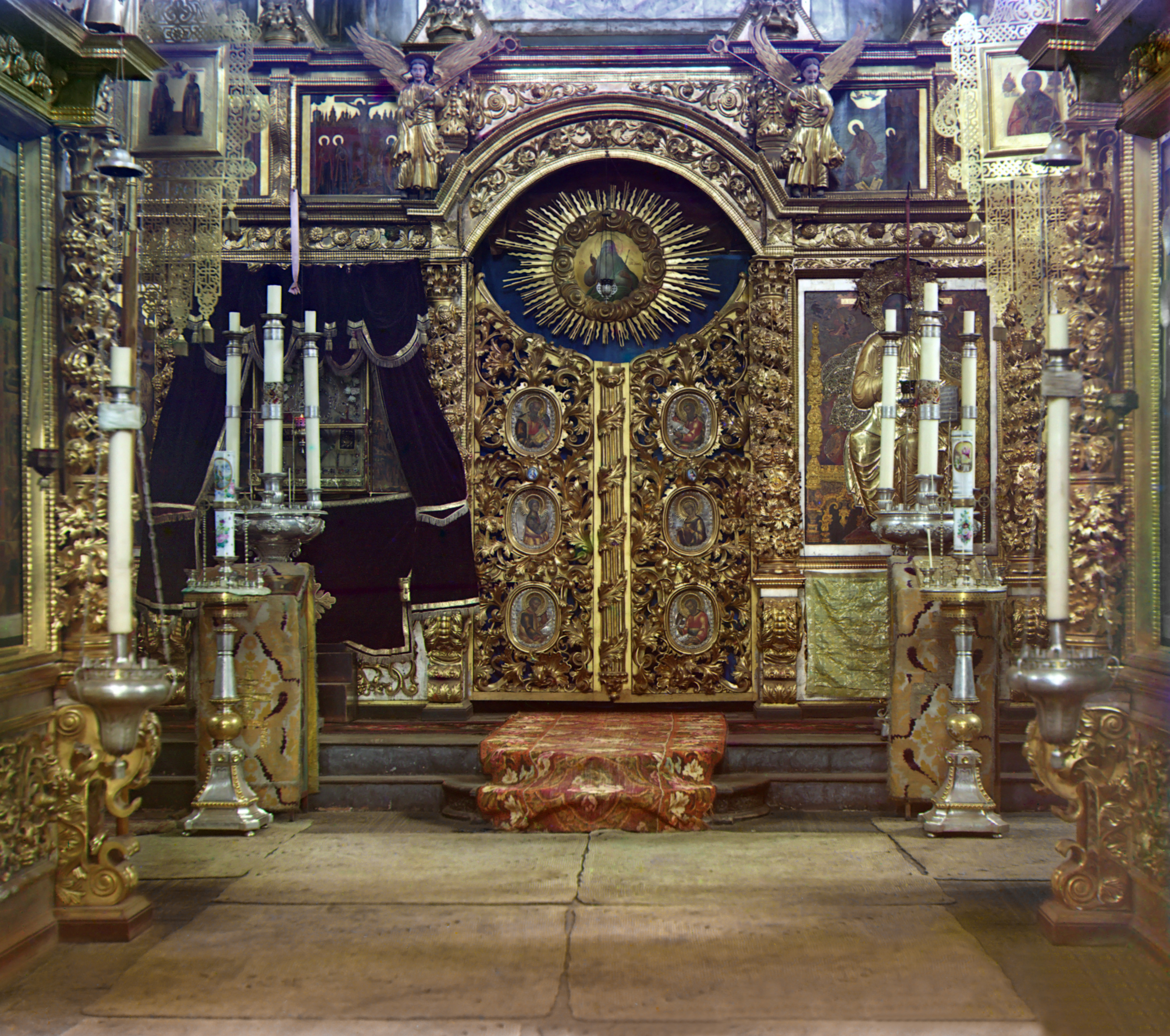
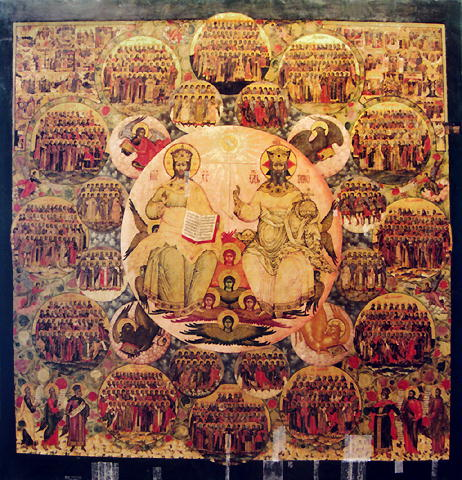